# 梁信英
梁信英（朝鲜汉字：梁信英，1990年11月8日—），是韩国著名的女子短道速滑运动员。她是2008年世界短道速滑锦标赛全能季军。

## 职业生涯
2008年世界短道速滑锦标赛中，梁信英获得3000米接力金牌和1500米银牌，并获得全能季军。之后，她又随韩国女子短道速滑队在哈尔滨获得2008年世界短道速滑团体锦标赛团体银牌。

## 资料来源
- 2011亚洲冬季运动会官方网站(英文)
- 梁信英-国际滑冰联盟（ISU）